# ミオプロスス
ミオプロスス（学名：Mioplosus）は、古第三紀始新世の前期から中期にかけて生息した硬骨魚類の絶滅した属。本属は5種が記載されており、Mioplosus labracoides はグリーンリバー累層のラーガーシュテッテで発見された。北アメリカの淡水域および汽水域に数多くの近縁な現生種を持ち、現生のパイクパーチ（Sander属）と近縁である可能性が高い。近縁な化石種はアジアとヨーロッパおよびニュージーランドで産出している。
現生のペルカ科魚類に類似し、2つの背鰭を有し、第一背鰭は棘条、第二背鰭は軟条からなる。全長51センチメートルに達するものが発見されているが、41センチメートルを超えるものは稀である。
歯は尖っており、喉に獲物となる魚が引っ掛かった状態で発見された化石もあることから、貪欲な捕食動物であったと信じられている。化石は大規模な群れとして発見されることがなく、単独で行動していたことが示唆されている。